# Вейверлі (Айова)
Вейверлі (англ. Waverly) — місто (англ. city) в США, в окрузі Бремер штату Айова. Населення — 10 394 особи (2020).

## Географія
Вейверлі розташоване за координатами 42°43′31″ пн. ш. 92°28′11″ зх. д. / 42.72528° пн. ш. 92.46972° зх. д. (42.725256, -92.469708). За даними Бюро перепису населення США в 2010 році місто мало площу 29,80 км², з яких 28,51 км² — суходіл та 1,30 км² — водойми.

## Демографія
Згідно з переписом 2010 року, у місті мешкали 9874 особи в 3546 домогосподарствах у складі 2294 родин. Густота населення становила 331 особа/км². Було 3732 помешкання (125/км²).
Расовий склад населення:
| - 95,3 % — білих - 1,7 % — чорних або афроамериканців - 1,2 % — азіатів - 0,1 % — корінних американців |

До двох чи більше рас належало 1,4 %. Частка іспаномовних становила 1,3 % від усіх жителів.
За віковим діапазоном населення розподілялося таким чином: 20,4 % — особи молодші 18 років, 62,8 % — особи у віці 18—64 років, 16,8 % — особи у віці 65 років та старші. Медіана віку мешканця становила 33,1 року. На 100 осіб жіночої статі у місті припадало 90,3 чоловіків; на 100 жінок у віці від 18 років та старших — 87,4 чоловіків також старших 18 років.
Середній дохід на одне домашнє господарство становив 77 845 доларів США (медіана — 61 506), а середній дохід на одну сім'ю — 102 865 доларів (медіана — 85 820). Медіана доходів становила 51 837 доларів для чоловіків та 41 875 доларів для жінок. За межею бідності перебувало 8,4 % осіб, у тому числі 6,4 % дітей у віці до 18 років та 6,5 % осіб у віці 65 років та старших.
Цивільне працевлаштоване населення становило 5277 осіб. Основні галузі зайнятості: освіта, охорона здоров'я та соціальна допомога — 34,5 %, виробництво — 14,2 %, роздрібна торгівля — 13,9 %.